# داريوس رينولدز
داريوس رينولدز (بالإنجليزية: Darius Reynolds)‏ هو لاعب كرة قدم أمريكية أمريكي، ولد في 4 أبريل 1989.

## وصلات خارجية
- داريوس رينولدز على موقع JustSportsStats.com (الإنجليزية)